# Vòng loại Giải vô địch bóng đá nữ U-17 châu Âu 2008
Vòng loại Giải vô địch bóng đá nữ U-17 châu Âu 2008 diễn ra từ 5 tháng 9 năm 2007 tới 15 tháng 4 năm 2008 nhằm xác định bốn đội tuyển lọt vào vòng chung kết đầu tiên tại Thụy Sĩ. Ngoài ra bốn đội tuyển vượt qua vòng loại cũng đại diện cho châu Âu tại vòng chung kết Giải vô địch bóng đá nữ U-17 thế giới 2008 ở New Zealand.
Vòng loại gồm hai giai đoạn, các bảng đấu vòng loại được tổ chức tại một địa điểm cố định. Giai đoạn thứ nhất gồm mười bảng, mỗi bảng bốn đội, trong đó mười đội đầu bảng và sáu đội nhì bảng xuất sắc nhất đi tiếp. Giai đoạn hai gồm bốn bảng bốn đội. Bốn đội nhất bảng lọt vào vòng chung kết ở Thụy Sĩ. Đội chủ nhà Thụy Sĩ vẫn phải tham dự vòng loại mà không được đặc cách vào vòng chung kết.
Các đội in nghiêng là đội chủ nhà của bảng đấu.

## Vòng loại thứ nhất
Các đội đầu bảng và các đội nhì xuất sắc nhất lọt vào vòng loại thứ hai.

### Bảng 1
Các trận đấu diễn ra ở Frauenfeld, Wil và Weinfelden.
| Đội     | Tr | T | H | B | BT | BB | HS  | Đ |
| ------- | -- | - | - | - | -- | -- | --- | - |
| Thụy Sĩ | 3  | 2 | 1 | 0 | 11 | 2  | +9  | 7 |
| Wales   | 3  | 1 | 2 | 0 | 14 | 4  | +10 | 5 |
| Litva   | 3  | 1 | 1 | 1 | 4  | 7  | −3  | 4 |
| Síp     | 3  | 0 | 0 | 3 | 0  | 16 | −16 | 0 |

| Wales | 10 – 0 | Síp |
| ----- | ------ | --- |
|       |        |     |

| Thụy Sĩ | 5 – 0 | Litva |
| ------- | ----- | ----- |
|         |       |       |

| Thụy Sĩ | 4 – 0 | Síp |
| ------- | ----- | --- |
|         |       |     |

| Litva | 2 – 2 | Wales |
| ----- | ----- | ----- |
|       |       |       |

| Wales | 2 – 2 | Thụy Sĩ |
| ----- | ----- | ------- |
|       |       |         |

| Síp | 0 – 2 | Litva |
| --- | ----- | ----- |
|     |       |       |

### Bảng 2
Các trận đấu diễn ra ở Jaworzno và Zawiercie.
| Đội        | Tr | T | H | B | BT | BB | HS | Đ |
| ---------- | -- | - | - | - | -- | -- | -- | - |
| Hà Lan     | 3  | 3 | 0 | 0 | 7  | 0  | +7 | 9 |
| Ba Lan     | 3  | 2 | 0 | 1 | 8  | 2  | +6 | 6 |
| Azerbaijan | 3  | 1 | 0 | 2 | 2  | 7  | −5 | 3 |
| Hy Lạp     | 3  | 0 | 0 | 3 | 1  | 9  | −8 | 0 |

| Hà Lan | 2 – 0 | Azerbaijan |
| ------ | ----- | ---------- |
|        |       |            |

| Ba Lan | 4 – 0 | Hy Lạp |
| ------ | ----- | ------ |
|        |       |        |

| Ba Lan | 4 – 0 | Azerbaijan |
| ------ | ----- | ---------- |
|        |       |            |

| Hy Lạp | 0 – 3 | Hà Lan |
| ------ | ----- | ------ |
|        |       |        |

| Hà Lan | 2 – 0 | Ba Lan |
| ------ | ----- | ------ |
|        |       |        |

| Azerbaijan | 2 – 1 | Hy Lạp |
| ---------- | ----- | ------ |
|            |       |        |

### Bảng 3
Các trận đấu diễn ra ở Tallinn.
| Đội            | Tr | T | H | B | BT | BB | HS  | Đ |
| -------------- | -- | - | - | - | -- | -- | --- | - |
| Phần Lan       | 3  | 3 | 0 | 0 | 24 | 2  | +22 | 9 |
| Bỉ             | 3  | 2 | 0 | 1 | 10 | 4  | +6  | 6 |
| Quần đảo Faroe | 3  | 1 | 0 | 2 | 2  | 14 | −12 | 3 |
| Estonia        | 3  | 0 | 0 | 3 | 1  | 17 | −16 | 0 |

| Bỉ | 5 – 1 | Quần đảo Faroe |
| -- | ----- | -------------- |
|    |       |                |

| Phần Lan | 12 – 1 | Estonia |
| -------- | ------ | ------- |
|          |        |         |

| Phần Lan | 9 – 0 | Quần đảo Faroe |
| -------- | ----- | -------------- |
|          |       |                |

| Estonia | 0 – 4 | Bỉ |
| ------- | ----- | -- |
|         |       |    |

| Bỉ | 1 – 3 | Phần Lan |
| -- | ----- | -------- |
|    |       |          |

| Estonia | 0 – 1 | Quần đảo Faroe |
| ------- | ----- | -------------- |
|         |       |                |

### Bảng 4
Các trận đấu diễn ra ở Lendava, Murska Sobota và Ptuj.
| Đội      | Tr | T | H | B | BT | BB | HS  | Đ |
| -------- | -- | - | - | - | -- | -- | --- | - |
| Iceland  | 3  | 3 | 0 | 0 | 15 | 1  | +14 | 9 |
| Slovenia | 3  | 1 | 1 | 1 | 5  | 7  | −2  | 4 |
| Ukraina  | 3  | 1 | 1 | 1 | 4  | 6  | −2  | 4 |
| Latvia   | 3  | 0 | 0 | 3 | 2  | 12 | −10 | 0 |

| Ukraina | 2 – 2 | Slovenia |
| ------- | ----- | -------- |
|         |       |          |

| Iceland | 7 – 1 | Latvia |
| ------- | ----- | ------ |
|         |       |        |

| Ukraina | 2 – 1 | Latvia |
| ------- | ----- | ------ |
|         |       |        |

| Slovenia | 0 – 5 | Iceland |
| -------- | ----- | ------- |
|          |       |         |

| Iceland | 3 – 0 | Ukraina |
| ------- | ----- | ------- |
|         |       |         |

| Latvia | 0 – 3 | Slovenia |
| ------ | ----- | -------- |
|        |       |          |

### Bảng 5
Các trận đấu diễn ra ở Strumica.
| Đội           | Tr | T | H | B | BT | BB | HS  | Đ |
| ------------- | -- | - | - | - | -- | -- | --- | - |
| Pháp          | 3  | 3 | 0 | 0 | 31 | 0  | +31 | 9 |
| Đan Mạch      | 3  | 2 | 0 | 1 | 30 | 4  | +26 | 6 |
| Bắc Macedonia | 3  | 1 | 0 | 2 | 3  | 18 | −15 | 3 |
| Armenia       | 3  | 0 | 0 | 3 | 1  | 43 | −42 | 0 |

| Pháp | 11 – 0 | Bắc Macedonia |
| ---- | ------ | ------------- |
|      |        |               |

| Đan Mạch | 24 – 0 | Armenia |
| -------- | ------ | ------- |
|          |        |         |

| Pháp | 16 – 0 | Armenia |
| ---- | ------ | ------- |
|      |        |         |

| Bắc Macedonia | 0 – 6 | Đan Mạch |
| ------------- | ----- | -------- |
|               |       |          |

| Đan Mạch | 0 – 4 | Pháp |
| -------- | ----- | ---- |
|          |       |      |

| Armenia | 1 – 3 | Bắc Macedonia |
| ------- | ----- | ------------- |
|         |       |               |

### Bảng 6
Các trận đấu diễn ra ở Antalya.
| Đội              | Tr | T | H | B | BT | BB | HS  | Đ |
| ---------------- | -- | - | - | - | -- | -- | --- | - |
| Thụy Điển        | 3  | 3 | 0 | 0 | 17 | 2  | +15 | 9 |
| Cộng hòa Ireland | 3  | 2 | 0 | 1 | 11 | 2  | +9  | 6 |
| Thổ Nhĩ Kỳ       | 3  | 1 | 0 | 2 | 8  | 8  | 0   | 3 |
| Moldova          | 3  | 0 | 0 | 3 | 0  | 24 | −24 | 0 |

| Thụy Điển | 12 – 0 | Moldova |
| --------- | ------ | ------- |
|           |        |         |

| Cộng hòa Ireland | 5 – 0 | Thổ Nhĩ Kỳ |
| ---------------- | ----- | ---------- |
|                  |       |            |

| Cộng hòa Ireland | 5 – 0 | Moldova |
| ---------------- | ----- | ------- |
|                  |       |         |

| Thổ Nhĩ Kỳ | 1 – 3 | Thụy Điển |
| ---------- | ----- | --------- |
| Elgalp 75' |       |           |

| Thụy Điển | 2 – 1 | Cộng hòa Ireland |
| --------- | ----- | ---------------- |
|           |       |                  |

| Moldova | 0 – 7 | Thổ Nhĩ Kỳ                                                               |
| ------- | ----- | ------------------------------------------------------------------------ |
|         |       | 4', 20', 26' Elgalp · 14' Sabırlı · 38' Aydın · 40' Özkan · 46' Demiryol |

### Bảng 7
Các trận đấu diễn ra ở Madrid.
| Đội          | Tr | T | H | B | BT | BB | HS  | Đ |
| ------------ | -- | - | - | - | -- | -- | --- | - |
| Cộng hòa Séc | 3  | 2 | 1 | 0 | 12 | 3  | +9  | 7 |
| Tây Ban Nha  | 3  | 1 | 2 | 0 | 14 | 2  | +12 | 5 |
| Ý            | 3  | 1 | 1 | 1 | 9  | 6  | +3  | 4 |
| Belarus      | 3  | 0 | 0 | 3 | 2  | 26 | −24 | 0 |

| Ý | 6 – 2 | Belarus |
| - | ----- | ------- |
|   |       |         |

| Cộng hòa Séc | 1 – 1 | Tây Ban Nha |
| ------------ | ----- | ----------- |
|              |       |             |

| Ý | 2 – 3 | Cộng hòa Séc |
| - | ----- | ------------ |
|   |       |              |

| Tây Ban Nha | 12 – 0 | Belarus |
| ----------- | ------ | ------- |
|             |        |         |

| Tây Ban Nha | 1 – 1 | Ý |
| ----------- | ----- | - |
|             |       |   |

| Belarus | 0 – 8 | Cộng hòa Séc |
| ------- | ----- | ------------ |
|         |       |              |

### Bảng 8
Các trận đấu diễn ra ở Novigrad, Poreč, Žminj và Umag.
| Đội         | Tr | T | H | B | BT | BB | HS  | Đ |
| ----------- | -- | - | - | - | -- | -- | --- | - |
| Scotland    | 3  | 3 | 0 | 0 | 13 | 1  | +12 | 9 |
| Hungary     | 3  | 2 | 0 | 1 | 9  | 3  | +6  | 6 |
| Bắc Ireland | 3  | 0 | 1 | 2 | 0  | 8  | −8  | 1 |
| Croatia     | 3  | 0 | 1 | 2 | 0  | 10 | −10 | 1 |

| Scotland | 6 – 0 | Bắc Ireland |
| -------- | ----- | ----------- |
|          |       |             |

| Hungary | 6 – 0 | Croatia |
| ------- | ----- | ------- |
|         |       |         |

| Scotland | 4 – 0 | Croatia |
| -------- | ----- | ------- |
|          |       |         |

| Hungary | 2 – 0 | Bắc Ireland |
| ------- | ----- | ----------- |
|         |       |             |

| Hungary | 1 – 3 | Scotland |
| ------- | ----- | -------- |
|         |       |          |

| Croatia | 0 – 0 | Bắc Ireland |
| ------- | ----- | ----------- |
|         |       |             |

### Bảng 9
Các trận đấu diễn ra ở Levanger và Stjørdal.
| Đội      | Tr | T | H | B | BT | BB | HS  | Đ |
| -------- | -- | - | - | - | -- | -- | --- | - |
| Đức      | 3  | 3 | 0 | 0 | 24 | 1  | +23 | 9 |
| Na Uy    | 3  | 2 | 0 | 1 | 22 | 6  | +16 | 6 |
| Israel   | 3  | 1 | 0 | 2 | 1  | 18 | −17 | 3 |
| Bulgaria | 3  | 0 | 0 | 3 | 0  | 22 | −22 | 0 |

| Na Uy | 11 – 0 | Bulgaria |
| ----- | ------ | -------- |
|       |        |          |

| Đức | 8 – 0 | Israel |
| --- | ----- | ------ |
|     |       |        |

| Đức | 10 – 0 | Bulgaria |
| --- | ------ | -------- |
|     |        |          |

| Na Uy | 10 – 0 | Israel |
| ----- | ------ | ------ |
|       |        |        |

| Na Uy | 1 – 6 | Đức |
| ----- | ----- | --- |
|       |       |     |

| Bulgaria | 0 – 1 | Israel |
| -------- | ----- | ------ |
|          |       |        |

### Bảng 10
Các trận đấu diễn ra ở Rustavi và Tiflis.
| Đội      | Tr | T | H | B | BT | BB | HS  | Đ |
| -------- | -- | - | - | - | -- | -- | --- | - |
| Anh      | 3  | 3 | 0 | 0 | 17 | 1  | +16 | 9 |
| Nga      | 3  | 2 | 0 | 1 | 6  | 2  | +4  | 6 |
| Slovakia | 3  | 1 | 0 | 2 | 8  | 6  | +2  | 3 |
| Gruzia   | 3  | 0 | 0 | 3 | 0  | 22 | −22 | 0 |

| Nga                                  | 3 – 1 | Slovakia       |
| ------------------------------------ | ----- | -------------- |
| 24' Makarova · 53', 73' Aborovichute |       | 39' Mashlyaeva |

| Anh | 13 – 0 | Gruzia |
| --- | ------ | ------ |
|     |        |        |

| Gruzia | 0 – 3 | Nga                              |
| ------ | ----- | -------------------------------- |
|        |       | 4', 50' Koltakova · 80' Ananieva |

| Anh | 3 – 1 | Slovakia |
| --- | ----- | -------- |
|     |       |          |

| Nga | 0 – 1 | Anh |
| --- | ----- | --- |
|     |       |     |

| Slovakia | 6 – 0 | Gruzia |
| -------- | ----- | ------ |
|          |       |        |

### Xếp hạng đội nhì
Chỉ các trận đấu với đội nhất bảng và thứ ba mới được sử dụng để phân hạng.
| Bg |                  | Tr | T | H | B | BT | BT | HS | Đ |
| -- | ---------------- | -- | - | - | - | -- | -- | -- | - |
| 9  | Na Uy            | 2  | 1 | 0 | 1 | 11 | 6  | +5 | 3 |
| 6  | Cộng hòa Ireland | 2  | 1 | 0 | 1 | 6  | 2  | +4 | 3 |
| 5  | Đan Mạch         | 2  | 1 | 0 | 1 | 6  | 4  | +2 | 3 |
| 3  | Bỉ               | 2  | 1 | 0 | 1 | 6  | 4  | +2 | 3 |
| 2  | Ba Lan           | 2  | 1 | 0 | 1 | 4  | 2  | +2 | 3 |
| 10 | Nga              | 2  | 1 | 0 | 1 | 3  | 2  | +1 | 3 |
| 8  | Hungary          | 2  | 1 | 0 | 1 | 3  | 3  | 0  | 3 |
| 1  | Wales            | 2  | 0 | 2 | 0 | 4  | 4  | 0  | 2 |
| 7  | Tây Ban Nha      | 2  | 0 | 2 | 0 | 2  | 2  | 0  | 2 |
| 4  | Slovenia         | 2  | 0 | 1 | 1 | 2  | 7  | –5   | 1 |

## Vòng loại thứ hai
Bốn đội đầu bảng lọt vào vòng chung kết tại Thụy Sĩ.

### Bảng 1
Các trận đấu diễn ra ở Praha, Lhota, Libčice nad Vltavou và Horní Počernice.
| Đội          | Tr | T | H | B | BT | BB | HS | Đ |
| ------------ | -- | - | - | - | -- | -- | -- | - |
| Anh          | 3  | 2 | 1 | 0 | 7  | 1  | +6 | 7 |
| Hà Lan       | 3  | 1 | 2 | 0 | 3  | 1  | +2 | 5 |
| Cộng hòa Séc | 3  | 1 | 0 | 2 | 3  | 7  | −4 | 3 |
| Bỉ           | 3  | 0 | 1 | 2 | 3  | 7  | −4 | 1 |

| Anh | 4 – 0 | Cộng hòa Séc |
| --- | ----- | ------------ |
|     |       |              |

| Hà Lan | 1 – 1 | Bỉ |
| ------ | ----- | -- |
|        |       |    |

| Anh | 3 – 1 | Bỉ |
| --- | ----- | -- |
|     |       |    |

| Hà Lan | 2 – 0 | Cộng hòa Séc |
| ------ | ----- | ------------ |
|        |       |              |

| Hà Lan | 0 – 0 | Anh |
| ------ | ----- | --- |
|        |       |     |

| Bỉ | 1 – 3 | Cộng hòa Séc |
| -- | ----- | ------------ |
|    |       |              |

### Bảng 2
Các trận đấu diễn ra ở Perpignan và Canet-en-Roussillon.
| Đội              | Tr | T | H | B | BT | BB | HS | Đ |
| ---------------- | -- | - | - | - | -- | -- | -- | - |
| Pháp             | 3  | 3 | 0 | 0 | 5  | 0  | +5 | 9 |
| Scotland         | 3  | 2 | 0 | 1 | 2  | 1  | +1 | 6 |
| Cộng hòa Ireland | 3  | 1 | 0 | 2 | 1  | 3  | −2 | 3 |
| Na Uy            | 3  | 0 | 0 | 3 | 0  | 4  | −4 | 0 |

| Scotland | 1 – 0 | Cộng hòa Ireland |
| -------- | ----- | ---------------- |
|          |       |                  |

| Pháp | 2 – 0 | Na Uy |
| ---- | ----- | ----- |
|      |       |       |

| Pháp | 2 – 0 | Cộng hòa Ireland |
| ---- | ----- | ---------------- |
|      |       |                  |

| Na Uy | 0 – 1 | Scotland |
| ----- | ----- | -------- |
|       |       |          |

| Scotland | 0 – 1 | Pháp |
| -------- | ----- | ---- |
|          |       |      |

| Cộng hòa Ireland | 1 – 0 | Na Uy |
| ---------------- | ----- | ----- |
|                  |       |       |

### Bảng 3
Các trận đấu diễn ra ở Essen và Bottrop.
| Đội       | Tr | T | H | B | BT | BB | HS  | Đ |
| --------- | -- | - | - | - | -- | -- | --- | - |
| Đức       | 3  | 3 | 0 | 0 | 11 | 1  | +10 | 9 |
| Ba Lan    | 3  | 1 | 1 | 1 | 3  | 4  | −1  | 4 |
| Thụy Điển | 3  | 0 | 2 | 1 | 3  | 6  | −6  | 2 |
| Thụy Sĩ   | 3  | 0 | 1 | 2 | 1  | 7  | −6  | 1 |

| Thụy Điển | 1 – 1 | Ba Lan |
| --------- | ----- | ------ |
|           |       |        |

| Đức | 4 – 0 | Thụy Sĩ |
| --- | ----- | ------- |
|     |       |         |

| Thụy Sĩ | 1 – 1 | Thụy Điển |
| ------- | ----- | --------- |
|         |       |           |

| Đức | 3 – 0 | Ba Lan |
| --- | ----- | ------ |
|     |       |        |

| Thụy Điển | 1 – 4 | Đức |
| --------- | ----- | --- |
|           |       |     |

| Ba Lan | 2 – 0 | Thụy Sĩ |
| ------ | ----- | ------- |
|        |       |         |

### Bảng 4
Các trận đấu diễn ra ở Vildbjerg và Spjald.
| Đội      | Tr | T | H | B | BT | BB | HS | Đ |
| -------- | -- | - | - | - | -- | -- | -- | - |
| Đan Mạch | 3  | 2 | 1 | 0 | 6  | 2  | +4 | 7 |
| Phần Lan | 3  | 2 | 1 | 0 | 5  | 2  | +3 | 7 |
| Nga      | 3  | 1 | 0 | 2 | 4  | 6  | −2 | 3 |
| Iceland  | 3  | 0 | 0 | 3 | 7  | 12 | −5 | 0 |

| Iceland | 3 – 4 | Nga |
| ------- | ----- | --- |
|         |       |     |

| Phần Lan | 0 – 0 | Đan Mạch |
| -------- | ----- | -------- |
|          |       |          |

| Phần Lan | 1 – 0 | Nga |
| -------- | ----- | --- |
|          |       |     |

| Đan Mạch | 4 – 2 | Iceland |
| -------- | ----- | ------- |
|          |       |         |

| Iceland | 2 – 4 | Phần Lan |
| ------- | ----- | -------- |
|         |       |          |

| Nga | 0 – 2 | Đan Mạch |
| --- | ----- | -------- |
|     |       |          |